# Субсидіарна відповідальність
Субсидіарна відповідальність (лат. subsidium — підтримка) —
один із різновидів цивільної відповідальності. 

## Тлумачення
Субсидіарна відповідальність — додаткова відповідальність осіб, які разом із боржником відповідають у випадках, передбачених законом або договором. До пред'явлення вимоги особі, яка несе субсидіарну відповідальність, кредитор повинен пред'явити вимогу до основного боржника.
(З практики застосування термінів, слів та словосполучень у юриспруденції)

## Різновиди
1. Договором або законом може бути передбачена поряд із відповідальністю боржника додаткова (субсидіарна) відповідальність іншої особи.
2. До пред'явлення вимоги особі, яка несе субсидіарну відповідальність, кредитор повинен пред'явити вимогу до основного боржника.
Якщо основний боржник відмовився задовольнити вимогу кредитора або кредитор не одержав від нього в розумний строк відповіді на пред'явлену вимогу, кредитор може пред'явити вимогу в повному обсязі до особи, яка несе субсидіарну відповідальність.
3. Кредитор не може вимагати задоволення своєї вимоги від особи, яка несе субсидіарну відповідальність, якщо ця вимога може бути задоволена шляхом зарахування зустрічної вимоги до основного боржника.
4. Особа, яка несе субсидіарну відповідальність, повинна до задоволення вимоги, пред'явленої їй кредитором, повідомити про це основного боржника, а у разі пред'явлення позову,- подати клопотання про залучення основного боржника до участі у справі.
У разі недотримання цих вимог особою, яка несе субсидіарну відповідальність, основний боржник має право висунути проти регресної вимоги особи, яка несе субсидіарну відповідальність, заперечення, які він мав проти кредитора.